# Anastrepha obliqua
Anastrepha obliqua är en tvåvingeart som först beskrevs av Macquart 1835.  Anastrepha obliqua ingår i släktet Anastrepha och familjen borrflugor. Inga underarter finns listade i Catalogue of Life.

## Bildgalleri

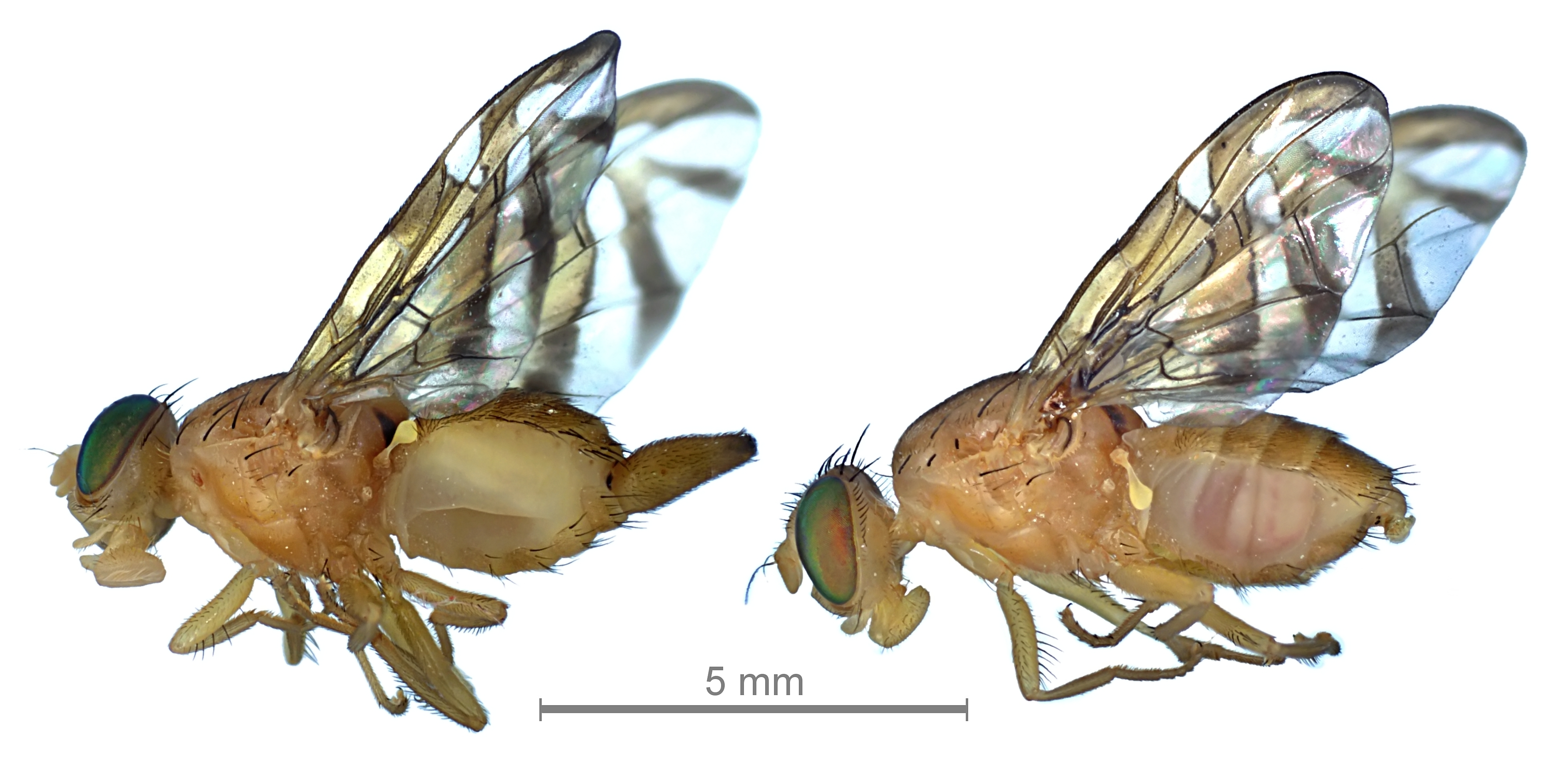
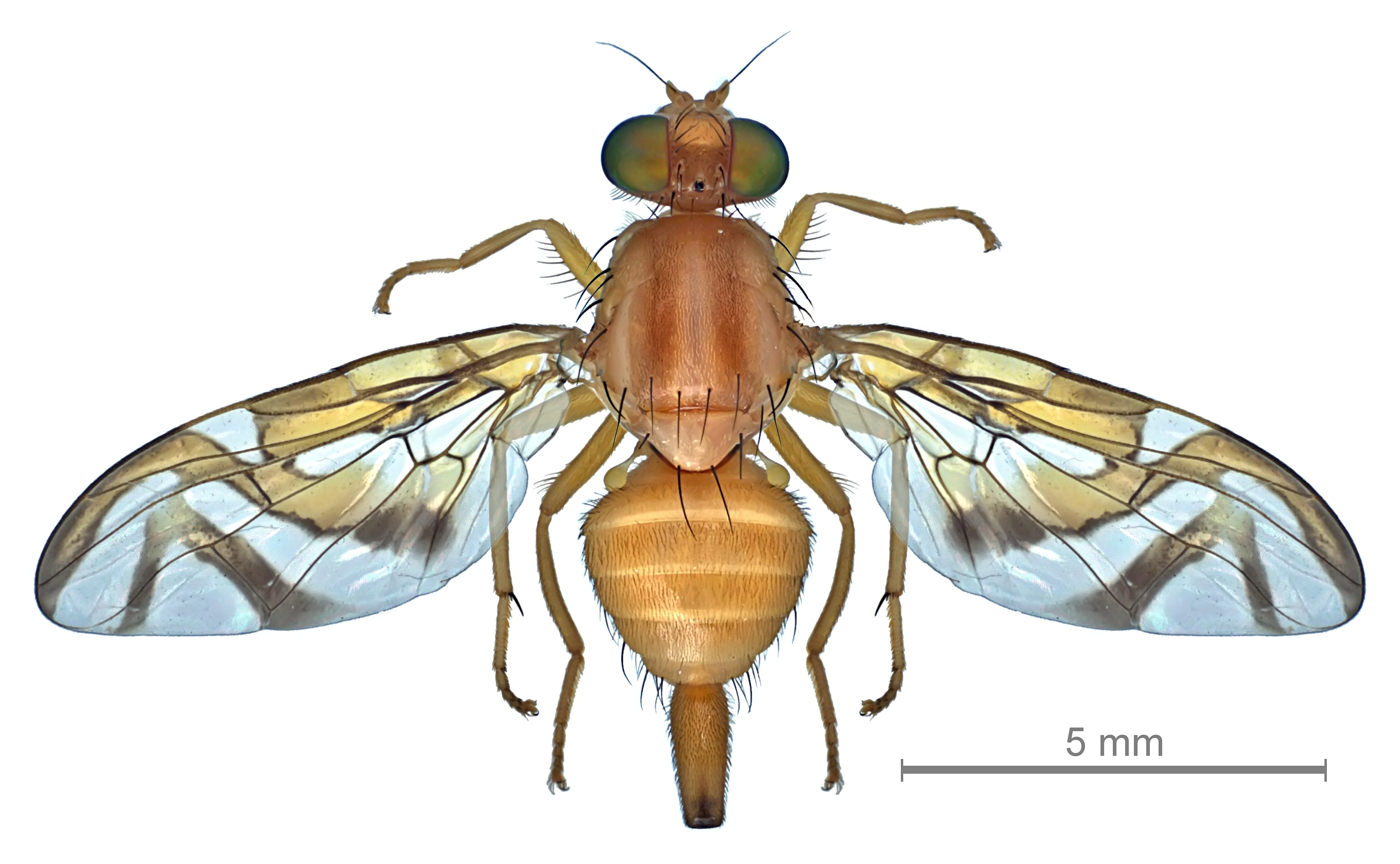
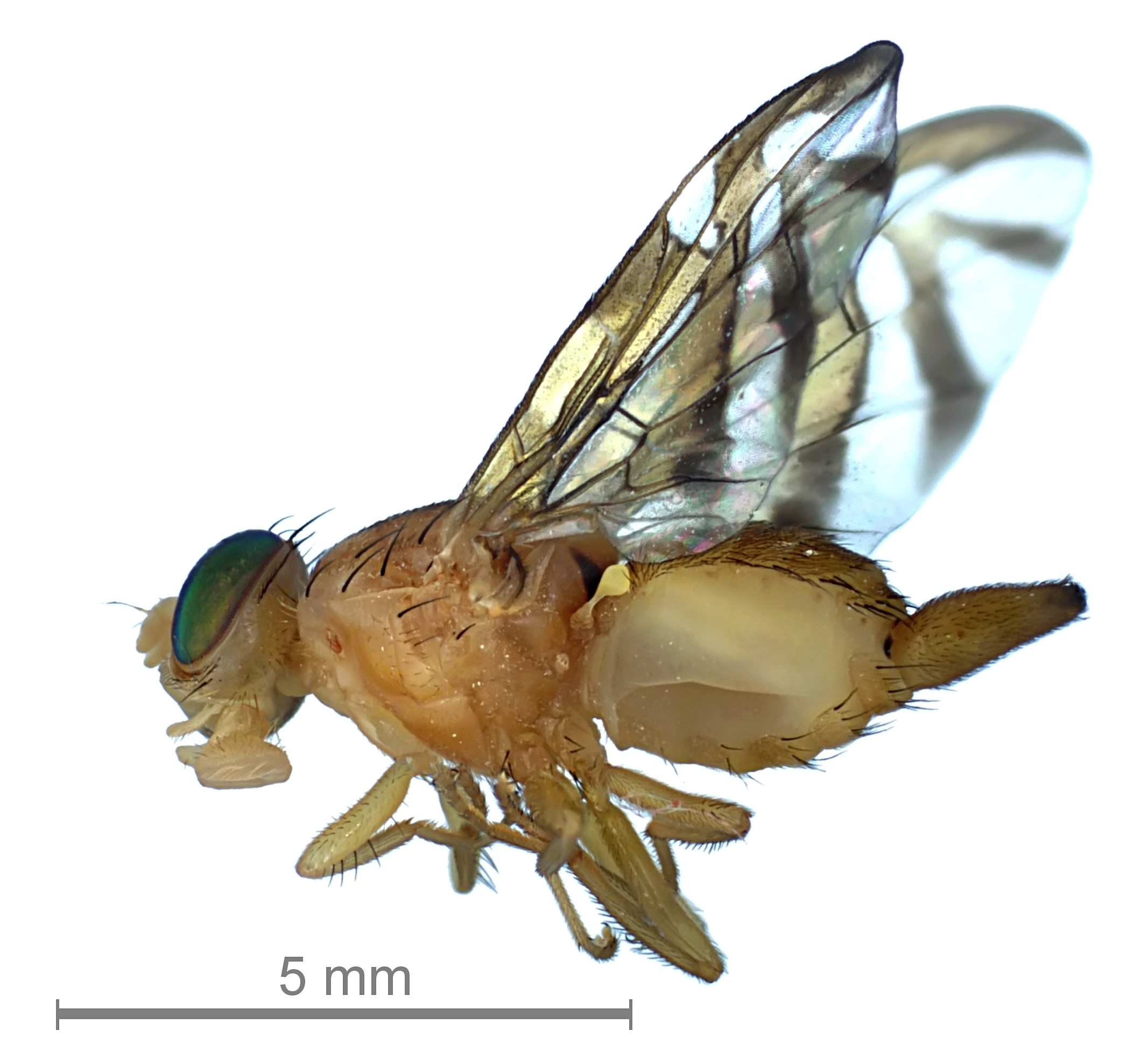
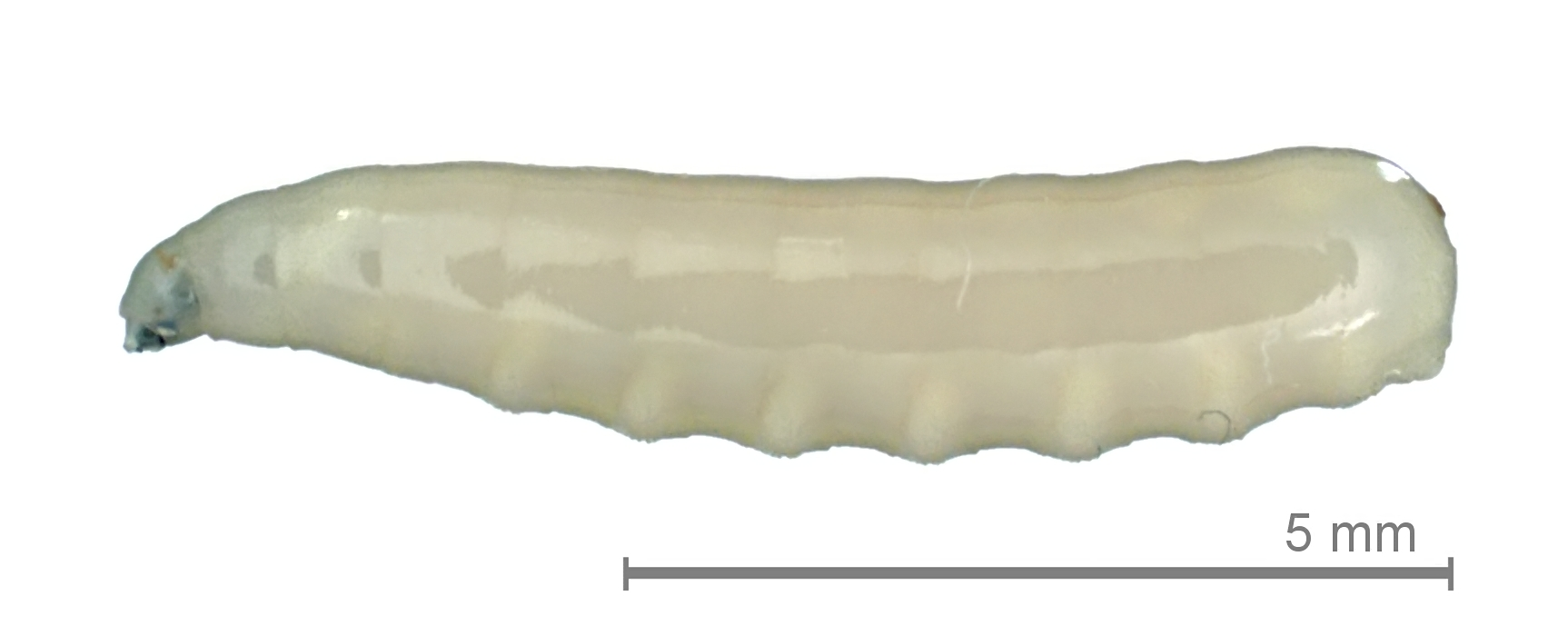
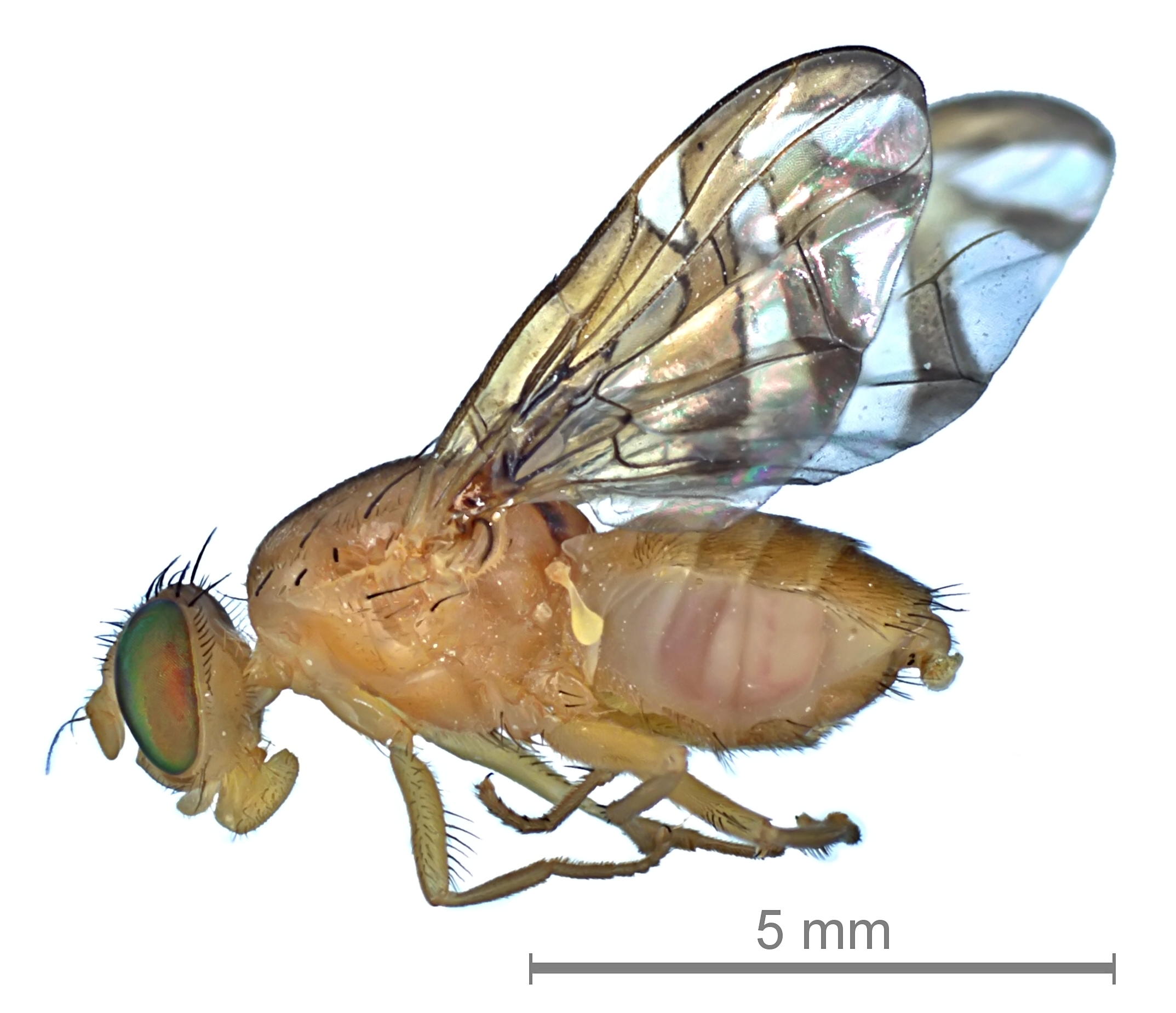